# Марк Емилий
Марк Емилий (на латински: Marcus Aemilius) e политик на Римската република през 4 век пр.н.е. Произлиза от фамилията Емилии.
Само според Диодор през 349 пр.н.е. Марк Емилий е избран за консул заедно с Тит Квинкций.